# Antoni Bal·lero
 (mars 2012).
Si vous disposez d'ouvrages ou d'articles de référence ou si vous connaissez des sites web de qualité traitant du thème abordé ici, merci de compléter l'article en donnant les références utiles à sa vérifiabilité et en les liant à la section « Notes et références ».
Antoni Bal·lero de Càndia (Alghero 1927 - 2009) et un poète et avocat italien membre de la société la Palmavera. Presque toute son œuvre est écrite en catalan.

## Son œuvre
- Música de serenades (1951)
- Vida (1951)
- Alghero, Cara de roses (1961)